# SN 2007ql
SN 2007ql – supernowa typu Ia odkryta 31 października 2007 roku w galaktyce A212943+0026. W momencie odkrycia miała maksymalną jasność 21,60m.